# Лісіпп
Лісіпп ( дав.-гр. Λύσιππος дав.-гр. Λύσιππος ) - Видатний давньогрецький скульптор другої половини IV ст. до н. е., часу пізньої класики та початку періоду еллінізму . Родом із Сікіону . Придворний 
скульптор Александра Македонського . Працював головним чином у бронзі, відливав свої твори сам і був надзвичайно продуктивним.

## Біографія
В історії давньогрецького мистецтва під ім'ям Лісіпп відомо чотири скульптори з різних місць Еллади (не рахуючи живописців і вазописців з таким же ім'ям). Лісіпп з Сікіона був братом Лісістрата, батьком і вчителем Боєда, Деппа та Євтікрата  . Він народився близько 390 року до н. е. Починав як карбувальник-мідник і ливарник  . Один з його учнів, Харес з Ліндоса, створив Колосса Родоського, одне із Семи чудес древнього світу .

## Творчість
Павсаній, давньогрецький письменник та мандрівник II століття н. е., в «Описі Еллади» назвав багато творів, виконаних Лісіппом: статуї Геракла і Зевса в Сікіоні, бронзова скульптура Зевса, що сидить в Аргосі, статуї в Мегарах, скульптурна група Аполлона і Геракла, що борються за ліру, на Геліконі в Беотії, бронзова статуя Ерота у Феспіях  .
Лісіпп є автором знаменитої скульптури Апоксіомена - Пліній назвав бронзову статую Апоксіомена головним твором Лісіпа - і багатьох портретів Александра Македонського. З його творчістю пов'язують прототип « Відпочиваючого Гермеса » і оригінал величезної статуї Геркулеса Фарнезського (пізніші повторення обох творів зберігаються в Національному археологічному музеї Неаполя ). За повідомленням Страбона, велика бронзова статуя Геракла роботи Лісіпа знаходилася в Таренті (південна Італія) на Акрополі. Римський консул Фабій Максим після взяття міста у 209 р. до н. е. ввіз статую в Рим і встановив її на Капітолії  . За іншими даними, статуя Геракла залишилася на місці, а в 325 р. н. е. була перевезена імператором Костянтином у Візантій (з 330 р. Константинополь). Переплавлена хрестоносцями 1205 року під час пограбування Константинополя. Раніше копія з мармуру була зроблена скульптором Гліконом для Терм Каракали на Авентіні в Римі, де вона і була виявлена в 1546  .
Надзвичайно динамічна статуя Боргезького борця ( Лувр, Париж), що має безліч пізніших реплік, сходить до оригіналу школи Лісиппа, що не зберігся. Кінну бронзову статуетку, що зображує Александра Македонського, що б'ється, зі зборів Національного археологічного музею в Неаполі також пов'язують із творчістю Лісіпа. Вона була знайдена під час розкопок Геркуланума і, ймовірно, є зменшеним повторенням однієї зі скульптур, що входили до групи, що представляє героїв битви при Граніку (334 р.). до зв. е.). Ця група прикрашала Портік Октавії у Римі. Статуетка з Неаполя завжди мала велику популярність і має безліч повторень  .
Стиль Лісіпа, відповідно до духу епохи великих македонських завоювань, виражає динаміку, культ сили та влади. Бронзові твори скульптора, що не збереглися, згідно з описами виділялися особливим натуралізмом деталей, наприклад у передачі волосся та очей, а також подовженими пропорціями, властивими естетиці щодо пізнього періоду античного мистецтва. Наприклад, фігура Апоксиомена (навіть з урахуванням можливих неточностей пізнішої репліки) має надзвичайно маленьку голову, яка суперечить «канону Поліклета», занадто короткий торс, довгі ноги та порівняно тонкі руки. Подовжені пропорції, неспокійні силуети та натуралістичні деталі – властивості елліністичного мистецтва. У порівнянні з творами Лісіпа фігури, створені Поліклетом у період високої класики (середина V ст. до н. е..), здаються важкими, як її уславлений контрапост . Однак сам скульптор, за свідченням Павсанія, стверджував, що «в нього не було інших вчителів, крім природи та статуї „ Дорифора ” скульптора Поліклета »  .
Проте З. Рейнах, як завжди, наперекір думкам інших, підкреслював строгість і навіть класичність стилю Лісіпа в порівнянні з естетизмом майстрів аттичної та неоатичної шкіл : «Мистецтво Лісіпа є хіба що доричною реакцією проти аттичної школи, занадто чуттєвою і нудотною»  .
Б. Р. Віпер у своїй капітальній роботі «Мистецтво Стародавньої Греції» присвятив Лисиппу п'ять сторінок, зазначивши, що мистецтво цього майстра завершує художні тенденції, намічені у творчості Скопаса та Праксителя . У його творчості, «безсумнівно найрізноманітнішому» з усіх грецьких майстрів, «ці тенденції поєднуються, завершуються і посилюються. Йому однаково були підвладні і рух, і спокій, і драма, і лірика, і сила, і грація». І при цьому Лісіпп творив «з дивовижною легкістю. Згідно з легендою, він мав звичай після закінчення кожної статуї класти в скарбничку золоту монету, і після його смерті в скарбничці знайшли понад півтори тисячі монет. Але, перевершуючи всіх своїх попередників різноманітністю і свободою свого мистецтва, Лісипп, безсумнівно, поступався багатьом із них у глибині концепції, цілісності своїх художніх ідеалів. Його мистецтво було позбавлене тієї керівної внутрішньої ідеї, яка властива однаково як Фідію і Поліклету, так Скопасу і Праксителю»  . Такою була епоха: кінець класики та початок кризового періоду розвитку античного мистецтва. Однак свого часу Лісіпп був прославлений більш ніж іншими майстрами. Пліній Старший приписував йому до півтори тисячі робіт, і «всі виконані з таким мистецтвом, що славу могло б принести будь-яке з них»  . Але це число, як вважають багато дослідників, перебільшено і засноване, скоріше, на легенді про скарбничку з монетами, яку також згадує Пліній. За волею Александра Великого Лісіпп став «його єдиним скульптором-портретистом»  .
Для істориків мистецтва не залишилася непоміченою особливість так званої «постановки фігури», властивої творчості Лісіпа: «Замість великих, різко окреслених площин Доріфора… Легкістю вирізняється постановка Апоксиомена. Його ноги розставлені дуже широко, він не спирається всією вагою тіла на одну ногу, як Доріфор, а легко балансує, ніби погойдуючись з однієї ноги на іншу і, здається, ось-ось змінить свою позу. Саме ця швидкоплинність, мінливість, яку ми відчуваємо в статуї Апоксиомена, це рухлива рівновага і становить головне завоювання Лісіпа». У статуї, додає Віппер, "майже немає головної точки зору", однієї з основних ознак скульптури періоду класики, вона вільно "рухається в просторі", і в цьому сенсі "Лісіпп може бути названий найбільш чистим "пластиком" з усіх майстрів грецької скульптури"  . Залишається додати, що у більшості римських реплік цю особливість творчості Лисиппа було втрачено, і опорна нога Апоксиомена здається просто неправильно поставленої.
Скульптура «Ерота, що натягує цибулю», бронзовий оригінал якої, очевидно, був виготовлений Лісиппом для Феспій, також характерний множинністю точок зору, різною виразністю фасу та профілю. У тому контексті характерною є постать Кайроса (божества щасливого випадку), балансуючого на кулі. Одна з мармурових реплік "Ерота, що натягує лук" є в зборах Ермітажу в Санкт-Петербурзі . Вона вступила в музей в 1828 як подарунок від папи Пія IX  .
На честь Лісіпа названо кратер на Меркурії .

## Галерея

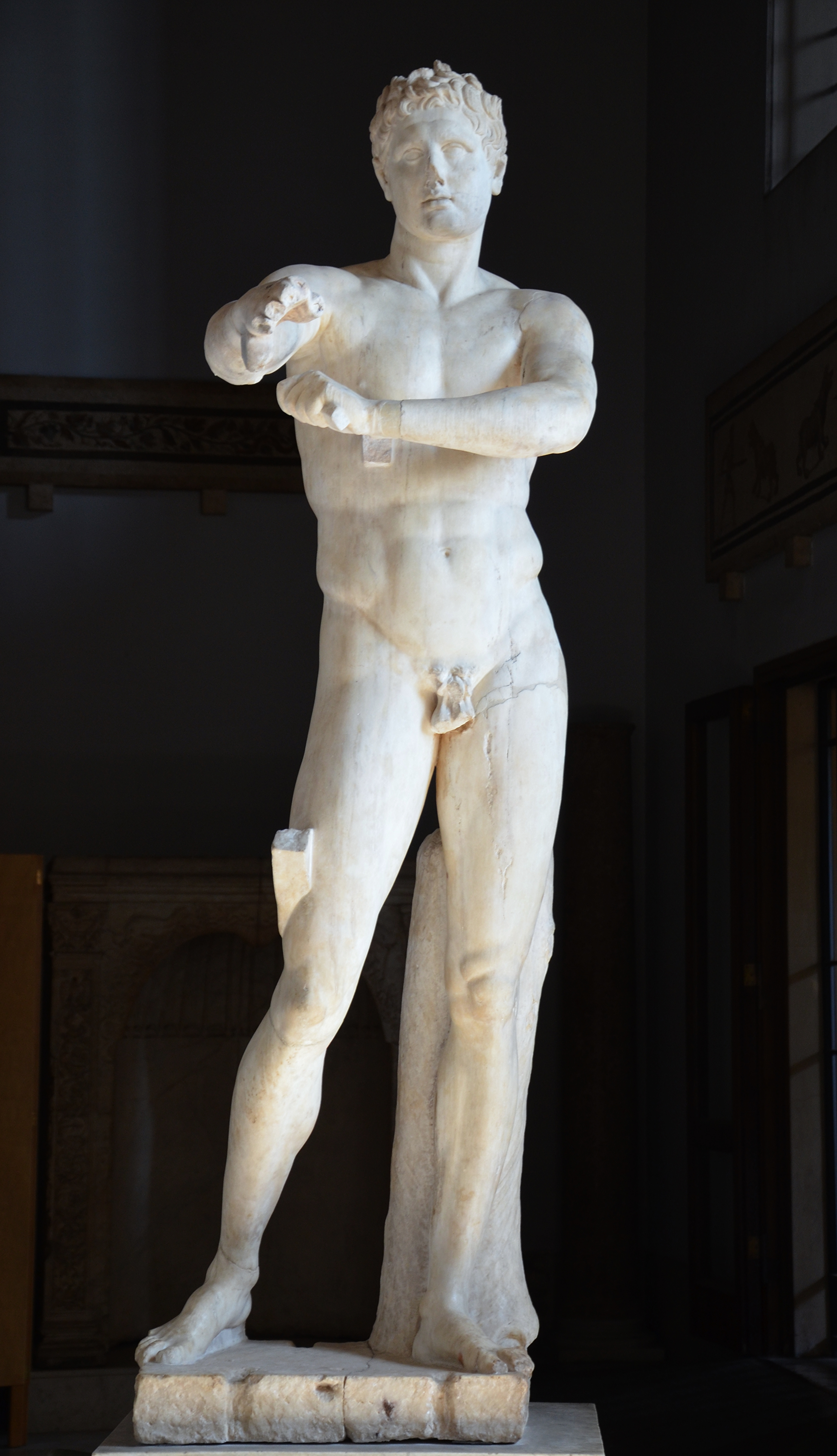
Апоксиомен (атлет, що очищає себе стригелем після змагань). Римське повторення І в. н. е. давньогрецького бронзового оригіналу Лисиппа (бл. 320 р. до н. е.) Мармур. Музей Піо Клементіно, Ватикан
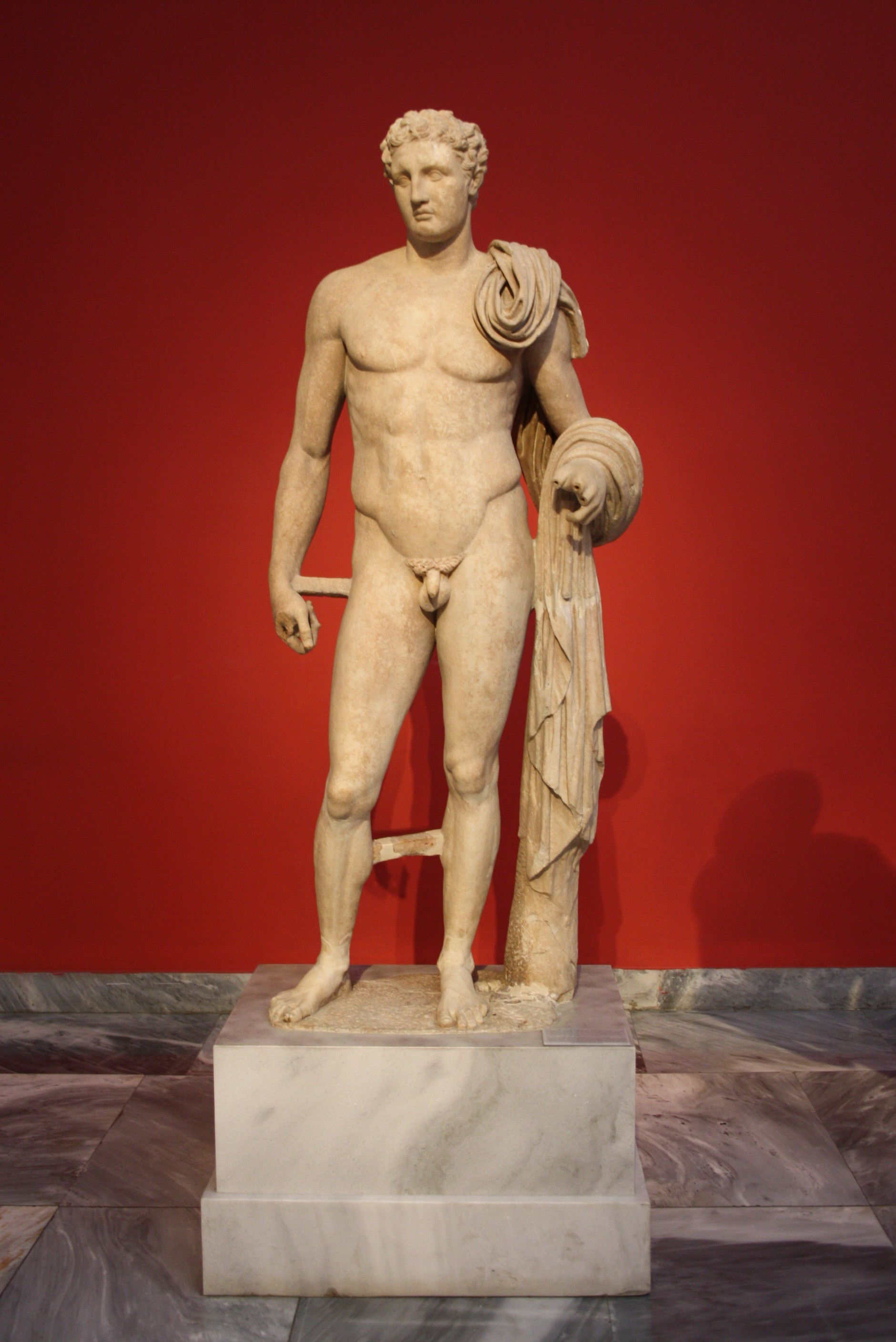
Статуя Гермес з Аталанта (Аталанді). ІІ. н. е. Мармур. Національний археологічний музей, Афіни
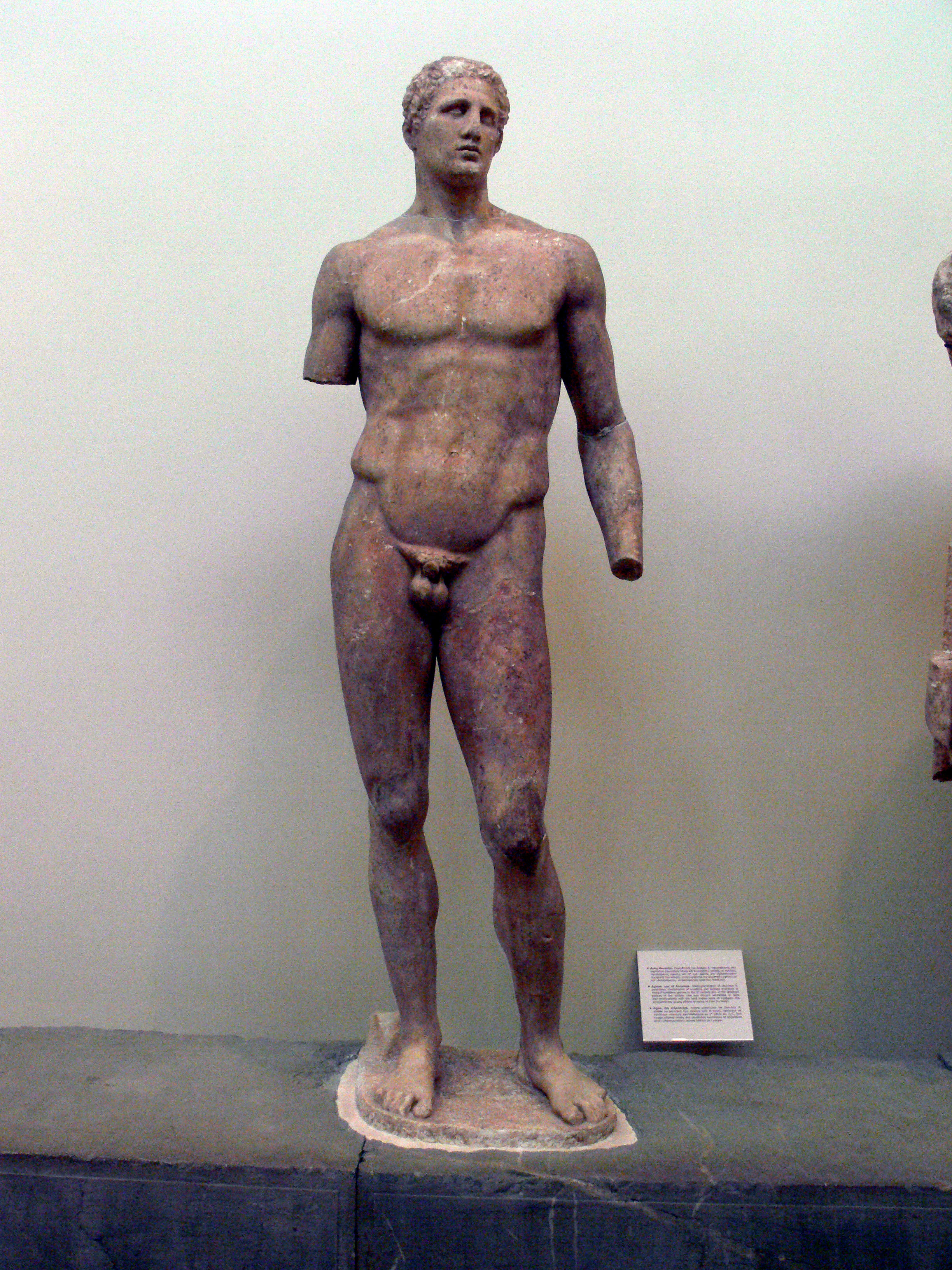
Агій бл. 337 р. до н. е. Мармур. По бронзовому оригіналу з Фарсали, що не зберігся. Археологічний музей, Дельфи
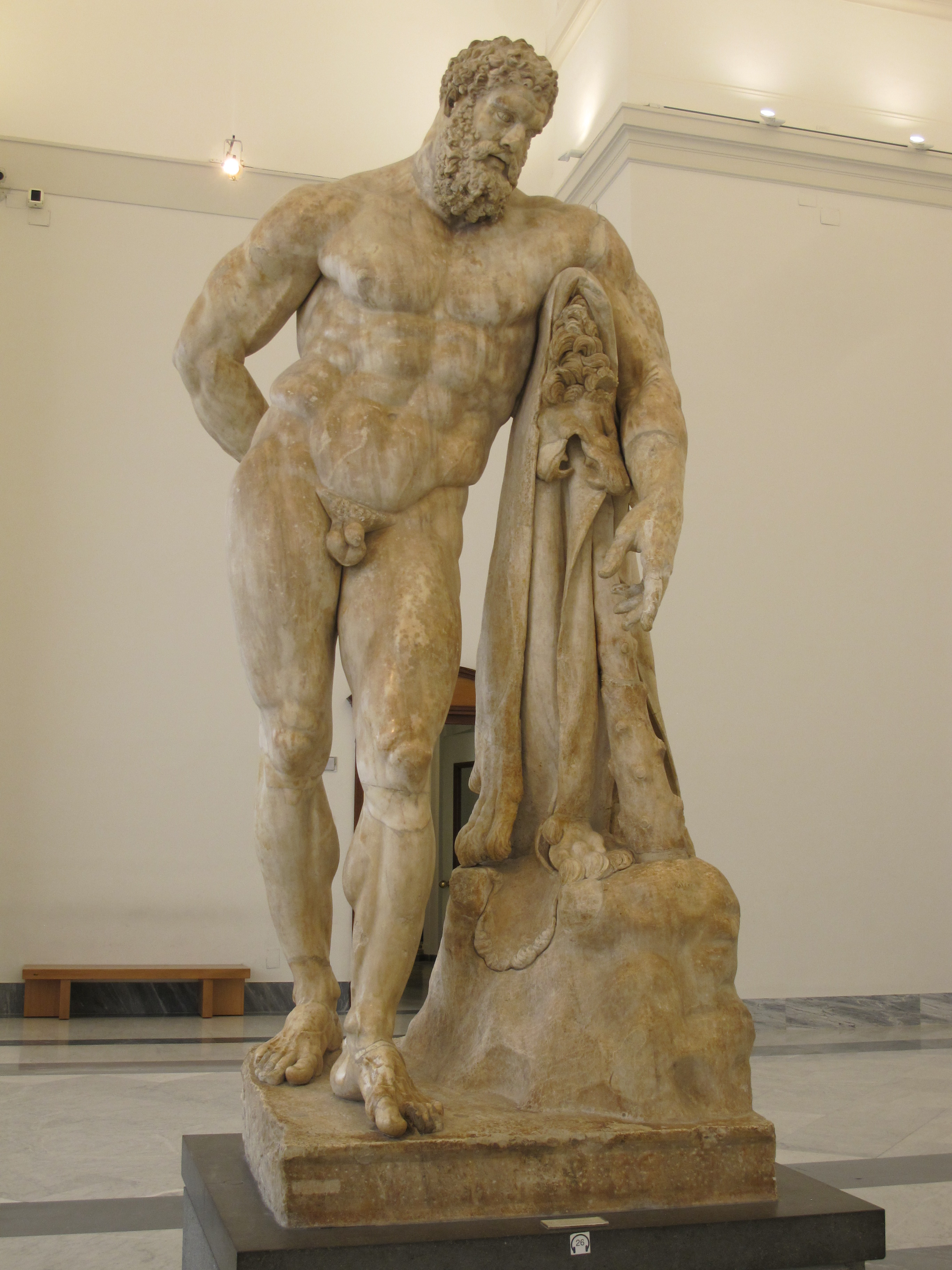
Геркулес Фарнезький. Початок ІІІ ст. н. е. За втраченим бронзовим оригіналом Лісіпа. Мармур. Національний археологічний музей, Неаполь
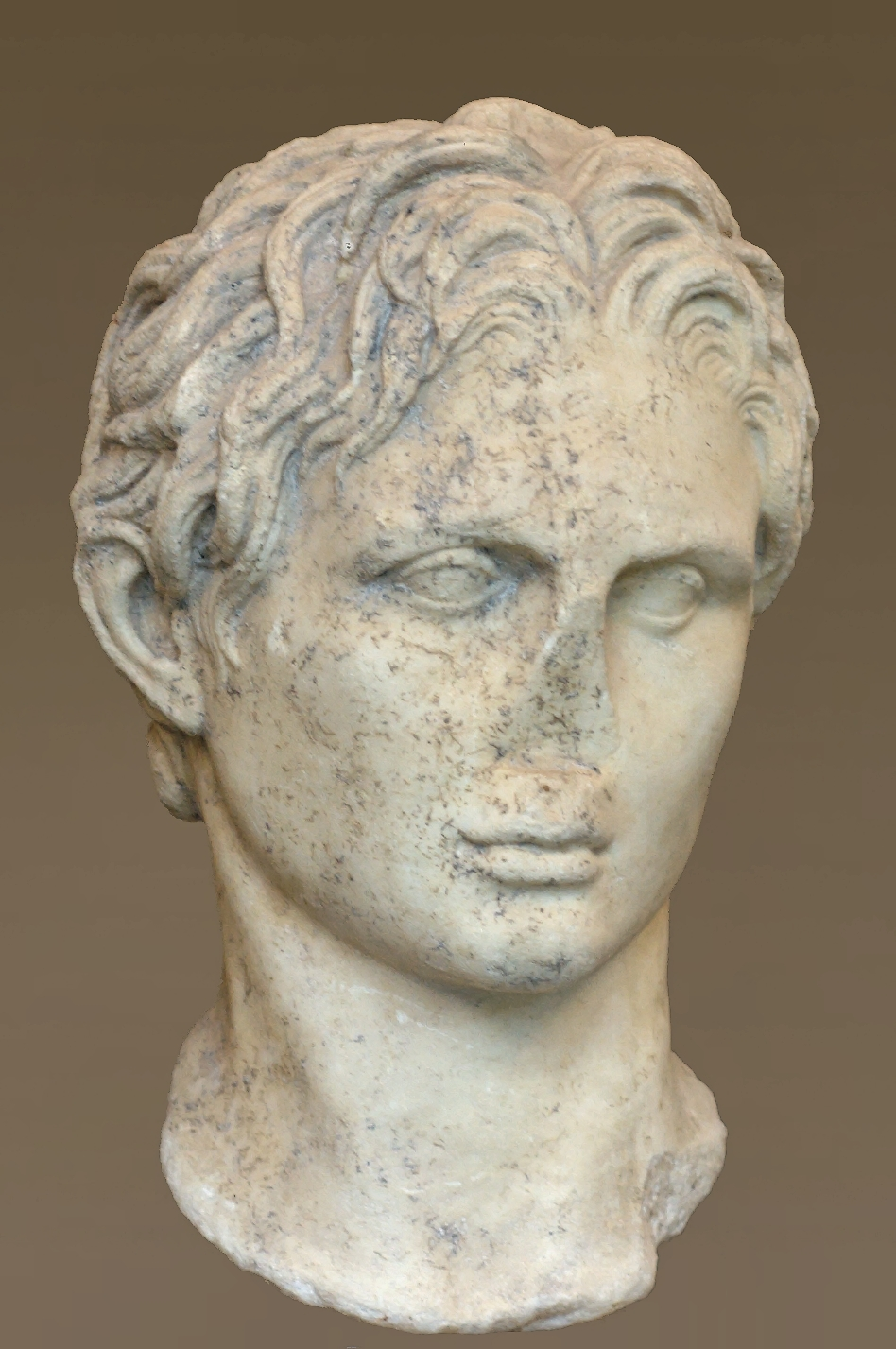
Портрет Александра Македонського (тип Шварценберг). Копія скульптури Лісіппа. бл. 330 р. до н. е. Мармур. Гліптотека, Мюнхен
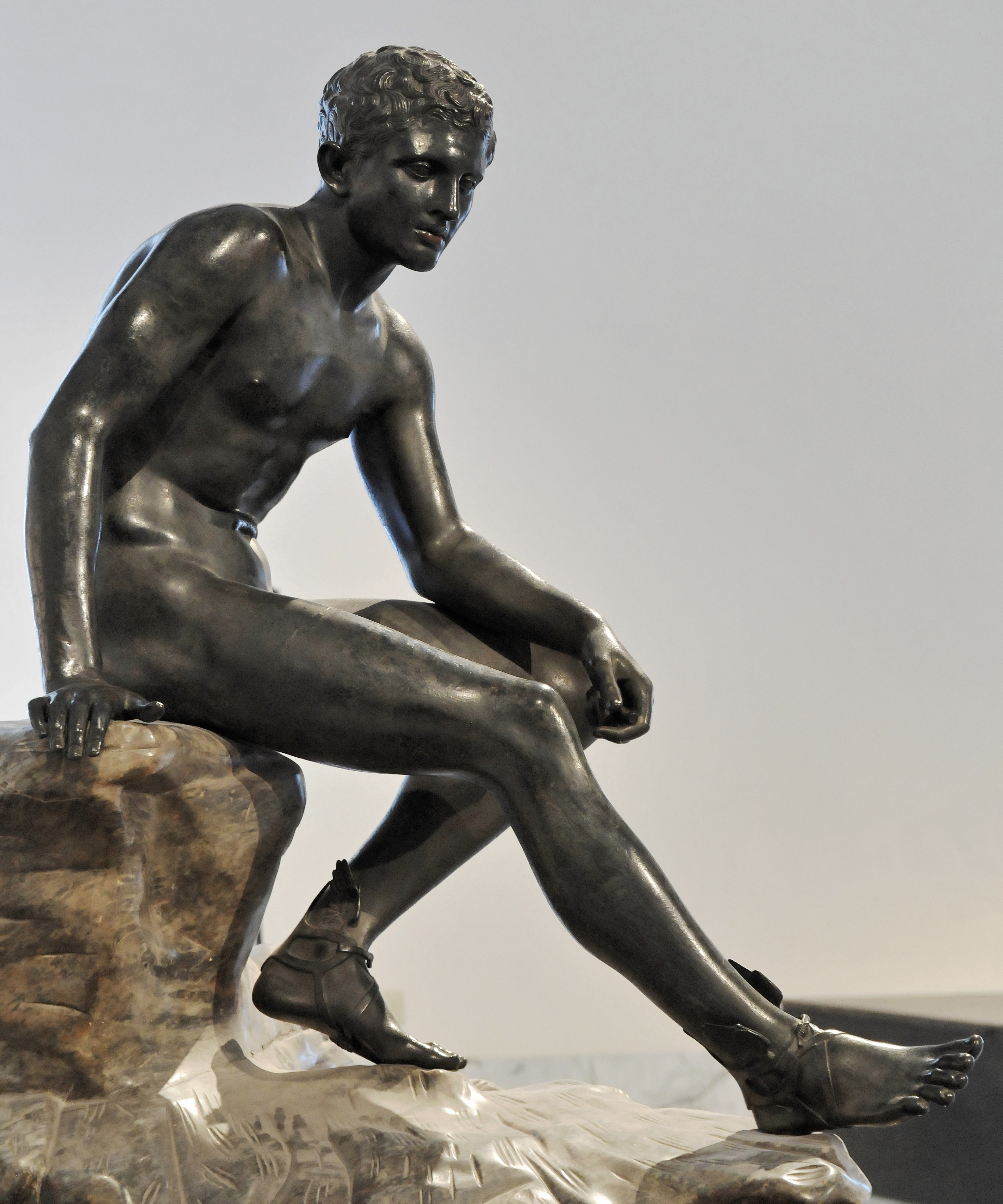
Відпочиваючий Гермес із Вілли Папірусів у Помпеях. Скульптура школи Лісіппа. бронза. Національний археологічний музей, Неаполь
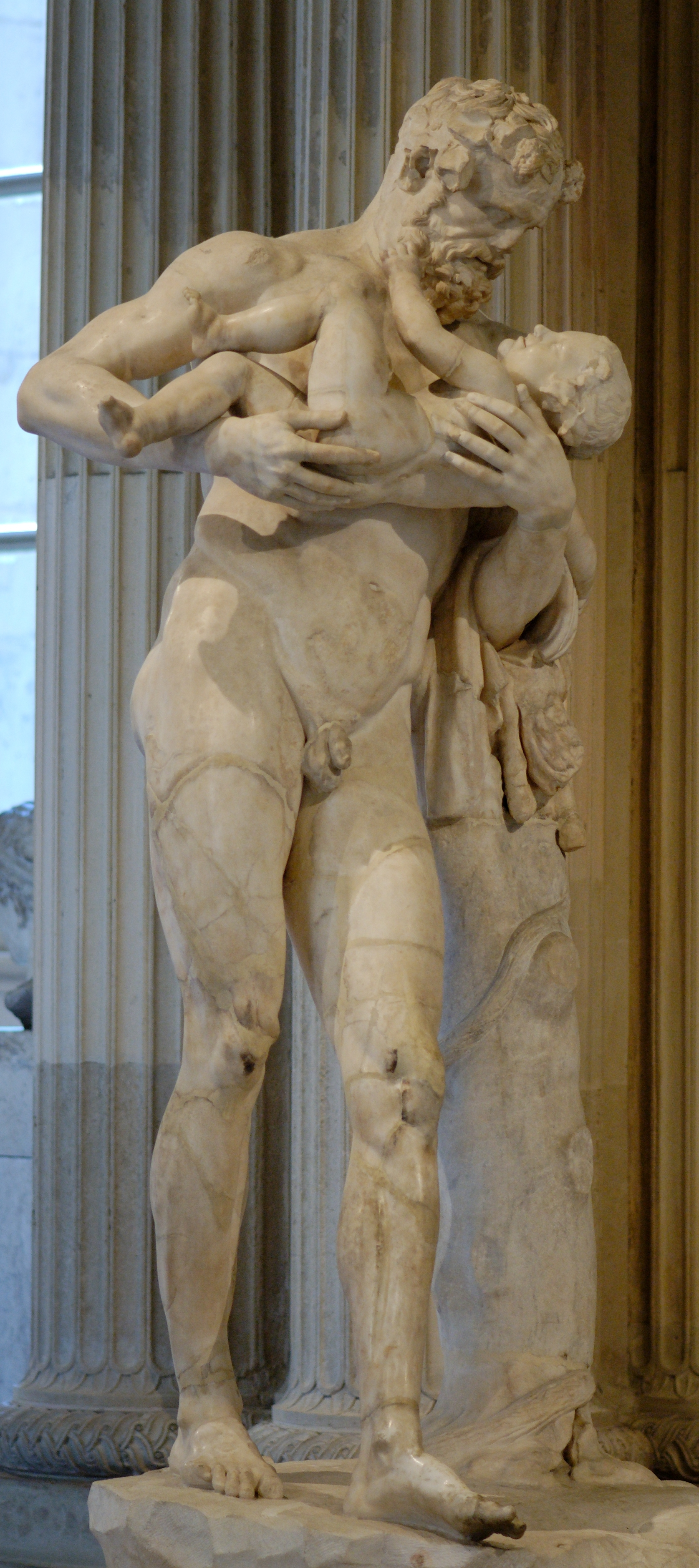
Силен з немовлям Діонісом на руках. З садів Саллюстія в Римі. Римська копія І-ІІ ст. н. е. з грецького оригіналу кінця IV ст. до н. е. Мармур. Лувр, Париж